# Iglesia de San Mateo (Lucena)
La iglesia de San Mateo es un templo católico ubicado en la plaza Nueva de Lucena, provincia de Córdoba, España. Se trata del mayor templo y mejor conservado de los que se edificaron a principios del siglo XVI en la Campiña cordobesa. En el siglo XVIII se incorporó al edificio la capilla del Sagrario, una de las más significativas obras arquitectónicas de esta tipología del barroco andaluz.
Su construcción comenzó en 1498 a instancias y mecenazgo de Diego Fernández de Córdoba, I márques de Comares, donde se hallaba la antigua sinagoga principal de Lucena; con diseño del arquitecto Hernán Ruiz I. El templo finalizó en 1544 según la inscripción de una portada, aunque se han encontrado varios elementos posteriores.

## Historia
La iglesia de San Mateo fue construida sobre las antiguas ruinas de la sinagoga mayor de Lucena, templo de gran referencia debido a que la ciudad albergaba una infrecuente mayoría hebrea durante el periodo hispanomusulmán, tal y como se puede atestiguar en la extensa necrópolis judía hallada en 2006. No obstante, tras la llegada del Imperio almohade en 1138, la sinagoga se convirtió en mezquita y, finalmente, en 1240 se consagró como iglesia tras la conquista por Fernando III de Castilla bajo la advocación del apóstol Mateo, a pesar de que la estructura no fue modificada.
No fue hasta 1498, cuando Diego Fernández de Córdoba, alcaide de los Donceles y I marqués de Comares, decidió demoler la estructura original en virtud a su nuevo estatus y construir un nuevo templo bajo diseño del arquitecto Hernán Ruiz I. Se aprovecharon realmente poco las antiguas fortificaciones, a excepción de las tres esferas del yamur, que pueden observarse actualmente en lo alto del campanario, y algunos arranques de muro de mampostería. La torre fue finalizada en 1501 y la mayoría de historiadores aceptan que el templo fue finalizado al completo en 1544 debido a la cartela en la portada de San Miguel, aunque pudiera referirse únicamente a la puerta y no al edificio. El I marqués no vio las obras finalizadas, sino que fueron concluidas durante el marquesado de su hijo Luis Fernández de Córdoba y Pacheco.
Gracias a las crónicas del regidor Juan Moyano de Argote, se conoce que la figura de San Mateo, presente en la fachada principal, fue colocada en 1628; siendo una de las razones de las dudas en torno a la fecha de finalización. Datado del siglo XVII también es la verja de hierro forjado que rodea el acceso principal, cuyo pavimento es el original que rodeaba toda la iglesia antiguamente, el jaspe rojo de la Sierra de Cabra.

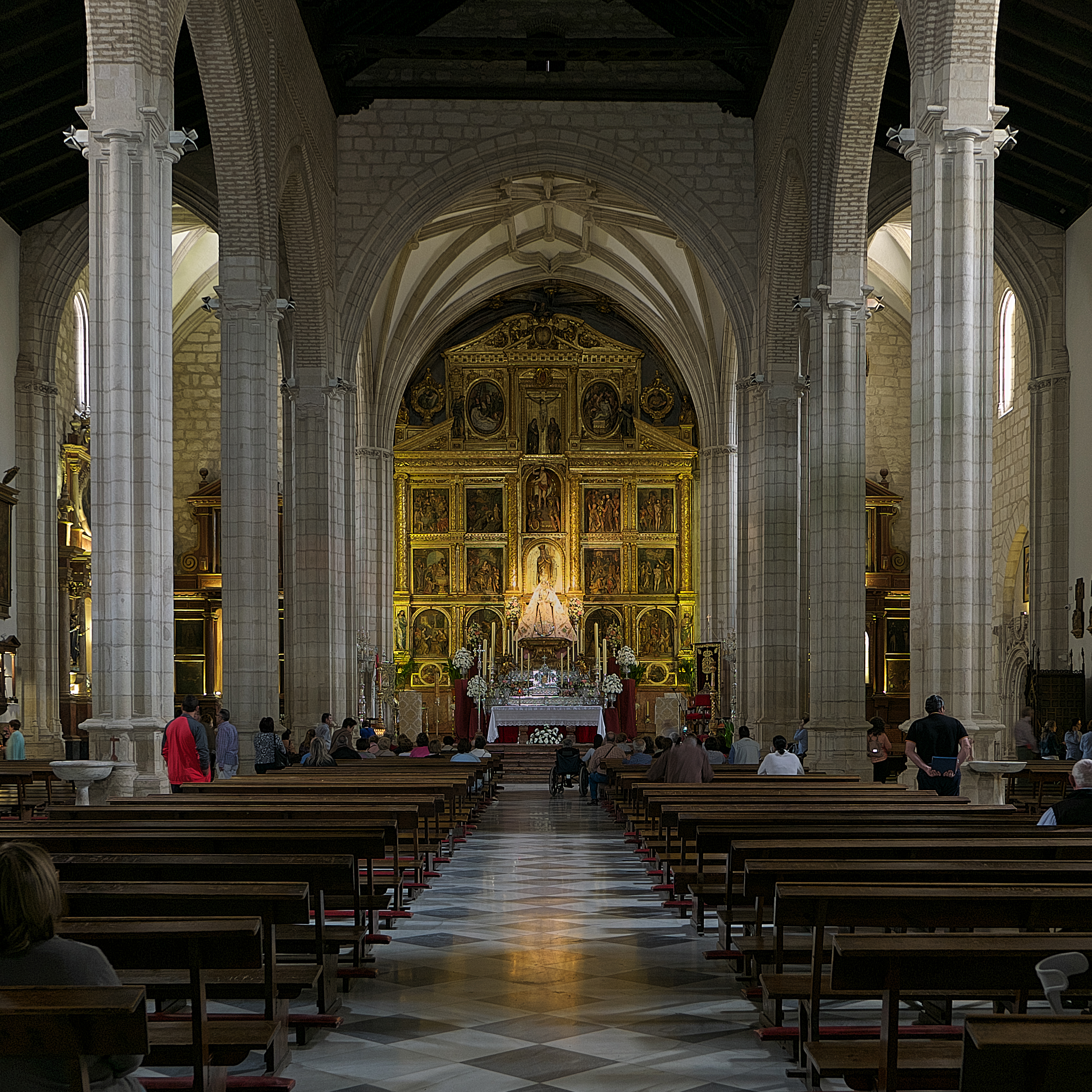
Vista del interior de la nave central, con el retablo y la Virgen de Araceli de fondo.

Entre 1740 y 1772, con proyecto del arquitecto local Leonardo Antonio de Castro, se construyó la capilla del Sagrario en el interior de la iglesia, considerada como una de las joyas del barroco cordobés. Las obras fueron llevadas a cabo por los maestros Jerónimo y Acisclo Ramírez de Quero, mientras que los elementos ornamentales y decorativos, así como el tabernáculo central, fue realizado por el artista Pedro de Mena y Gutiérrez. Entre 2007 y 2010 se restauró la capilla del Sagrario, encargándose la Junta de Andalucía de la mejora estructural, recuperación de yeserías y reintegración cromáticas de las piezas (265.438 €), mientras que Ministerio de Cultura se ocupó de la restauración exterior para evitar la filtración de humedades (193.476 €), proyecto realizado por el estudio de arquitectura local Roldán Arquitectos.
En junio de 2020 la Junta de Andalucía aprobó la restauración del retablo de San Miguel con un presupuesto de unos 38.814 € y un plazo de cuatro meses. Asimismo, en febrero de 2021 anunció el proyecto de consolidación y restauración de las tres portadas del templo con un presupuesto de casi 60.000 €; el 19 de julio se concluyó la portada de la Virgen y el Niño, recuperando alguna policromía y pan de oro original, el 12 de noviembre quedó concluida la restauración de la fachada principal del templo, mientras que la portada de San Miguel se finalizó el 5 de abril de 2022.

## Interior

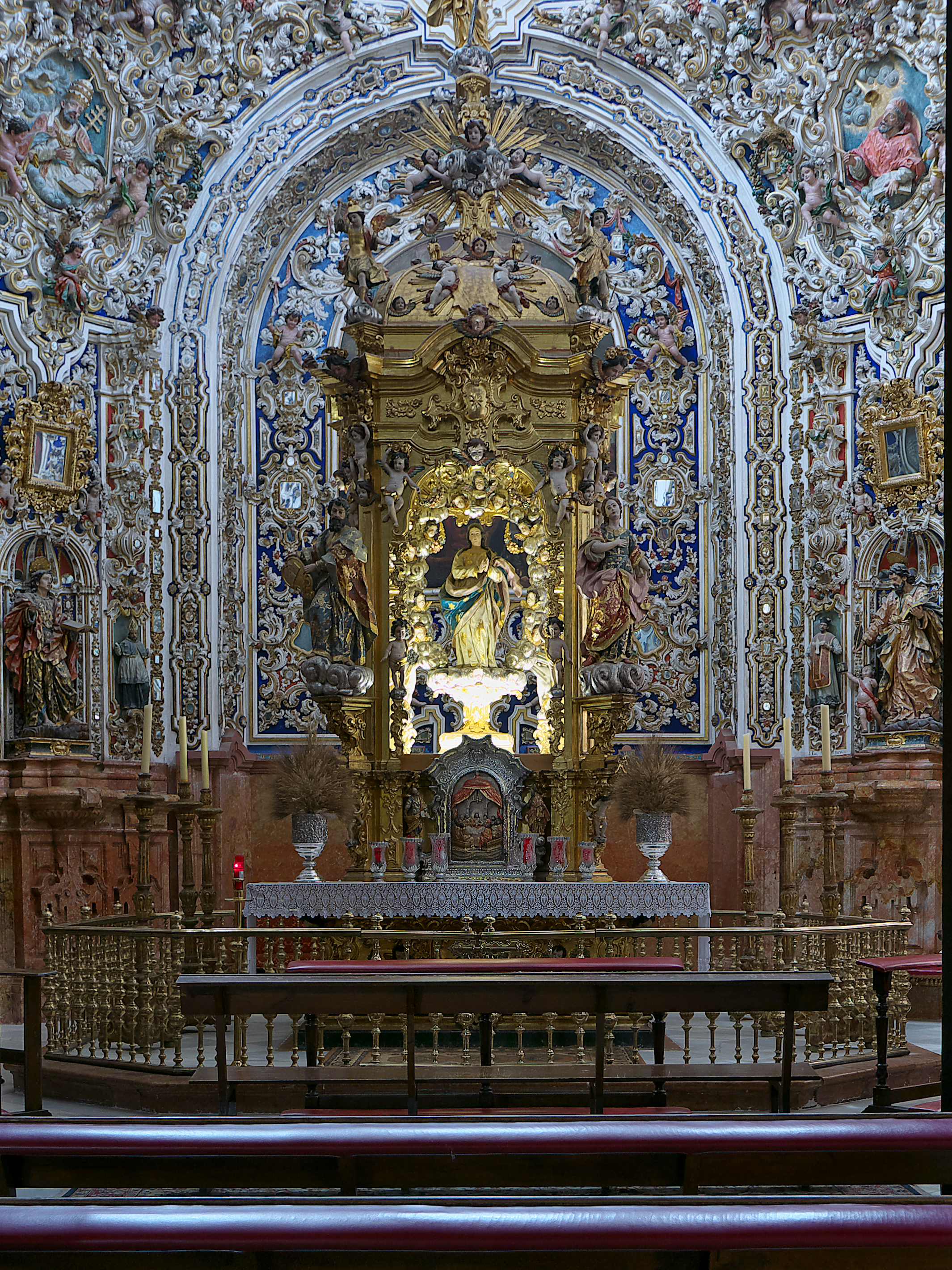
Tabernáculo central de la capilla del Sagrario, realizado por Pedro de Mena y Gutiérrez entre 1740 y 1772.

Se trata de un templo de gran tamaño, con tres naves terminadas en la cabecera en sendas capillas cuadradas que se cubren con bóvedas de nervaduras. Tras la capilla mayor existe un pequeño ábside de planta rectangular, en el que se aloja el retablo mayor, cubierto también con bóveda de nervaduras cuyos plementos en piedra fueron pintados por Antonio Mohedano con motivos de ángeles. Los soportes son pilares de piedra arenisca, con planta rectangular y semicolumnas adosadas. Las arquerías que separan las naves tienen cinco arcos ojivales, enmarcados en alfiz rehundido, construidos en ladrillo.
La nave central se cubre con armadura de madera de par y nudillo con tirantes dobles; las laterales lo hacen también con techumbre de madera, aunque a un agua. La altura de las naves laterales casi iguala la de la central y de ello deriva que la cubierta se forme por solo dos planos inclinados, que la nave central no tenga iluminación directa y que los arcos formeros puedan subir hasta acercarse bastante al arranque de las cubiertas, permitiendo que los pilares que los soportan alcancen unas proporciones muy esbeltas. 
La puerta que comunica el templo con la Sacristía, que se adosa al lado derecho de la cabecera, la compone un arco de medio punto, de cuya línea de impostas sube una moldura a modo de alfiz con decoración de frondas. En el centro figura el escudo de los Comares flanqueado por dos leones rampantes. La parte superior de la decoración fue destruida el siglo XIX para colocar una tribuna, hoy desaparecida. A los pies de las naves laterales se sitúan pequeñas capillas: la capilla bautismal, cubierta por bóveda gótica de crucería simple y capilla del Cristo de Burgos que tiene cúpula elíptica.
Sobre el cancel de madera tallada que protege la entrada de los pies, hay un coro de madera sobre columnas de hierro fundido en el que se ubica el órgano.

### Capilla del Sagrario
La Capilla del Sagrario, que se comunica con la Iglesia a la altura del segundo tramo de la nave de la Epístola a través de una portada de mármoles polícromos con minuciosas labores de embutido, es una obra señera del barroco andaluz, diseñada por Leonardo Antonio de Castro y ejecutada entre 1740 y 1772. De planta octogonal, en alzado se levantan cuatro robustos machones, a modo de grandes pilastras con hornacinas; sobre ellas montan las pechinas de amplia base que sustentan el tambor perforado por ventanas y la cúpula gallonada. Lo determinante en la configuración de este espacio es la decoración: sobre un zócalo de mármoles rojos de abultados placados de perfiles geométricos, surge una espesa red de yeserías que se elevan hasta la cúpula en la que se concentra el mayor abigarramiento de motivos. El fondo está pintado en azul, en contraste con el blanco de las yeserías y las aplicaciones de dorados. Entre este rico revestimiento ornamental se despliega un completo programa iconográfico, alusivo al Sacramento de la Eucaristía. En el centro de la Capilla se encuentra el tabernáculo de madera, levantado sobre cuatro altares. Es una estructura abierta con arcos de medio punto sobre originales estípites calados con ángeles y sinuosas rocallas.

## Exterior

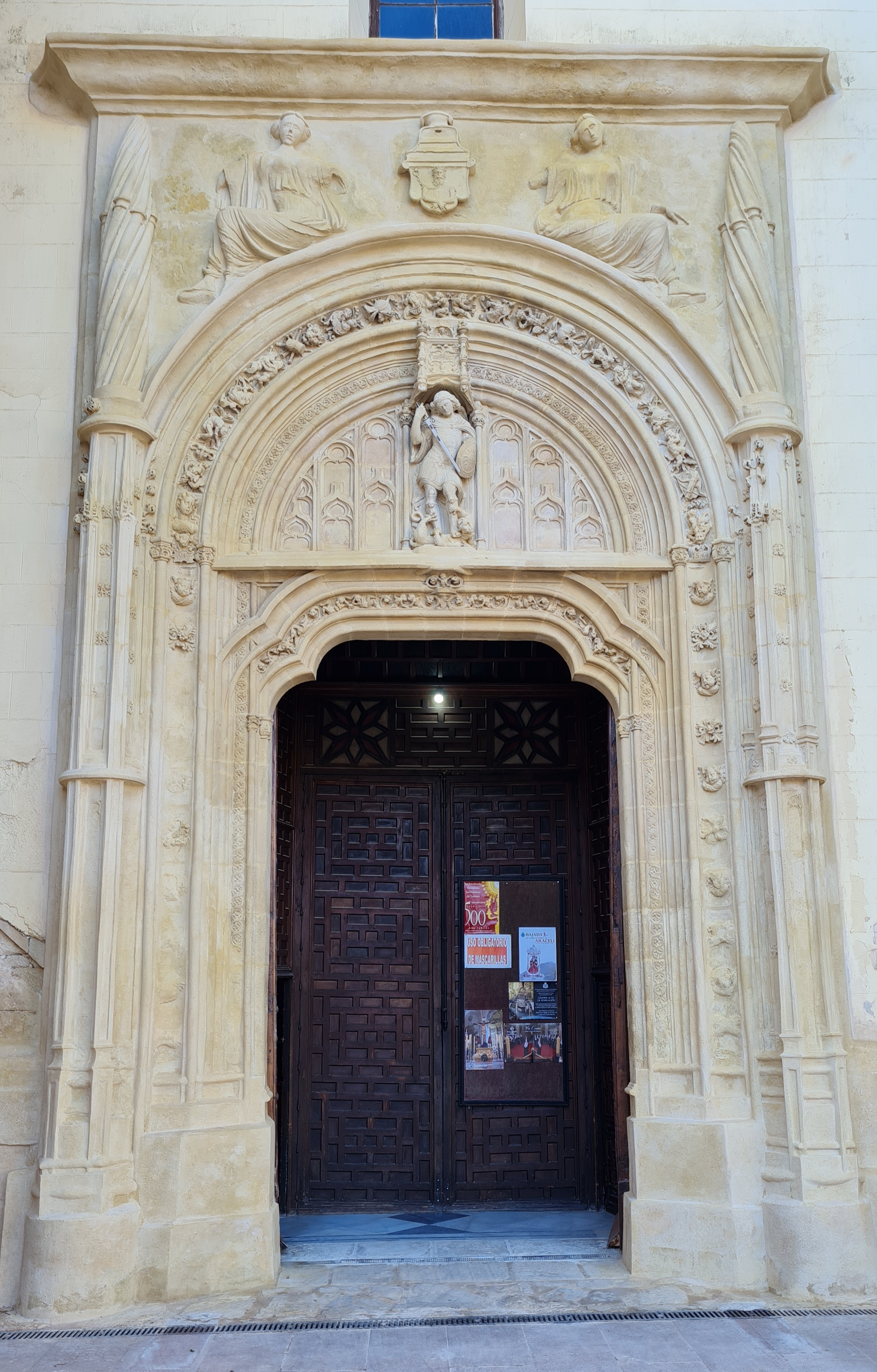
La portada de San Miguel, construida en 1544, tras su última restauración en 2022.

En el exterior de la Iglesia destaca también la Capilla del Sagrario, sobrio volumen adosado constituido por un cuerpo bajo octogonal, desde el que arranca otro cilíndrico en el que se abren ventanas de medio punto enmarcadas por molduras y golpes de hojarasca, y la cubierta con tejado cónico de tejas vidriadas polícromas. 
El campanario, situado a los pies de la nave del Evangelio, es un delgado prisma con dos cintas de imposta que la dividen en tres cuerpos. Se corona por chapitel a cuatro aguas.

### Portadas
El templo posee tres portadas: la portada de la Virgen o de Umbría, orientada al norte, consta de un vano de acceso adintelado de perfil mixtilíneo sobre el cual se sitúa un frontón curvo en cuyo tímpano, bajo dosel calado gótico, figura una escultura de la Virgen con el Niño. La portada de San Miguel o del Sol, orientada al sur, es de composición similar a la anterior, aunque la cardina gótica que aparece como elemento decorativo en la de la Virgen, es sustituida aquí por grutescos renacentistas. Ostenta el escudo de la Casa de Comares flanqueado por figuras femeninas y en el tímpano la imagen de San Miguel.
A los pies del templo, en la fachada principal, se abre la portada de San Mateo entre dos gruesos contrafuertes destinados a contener los empujes de las bandas de los arcos formeros. Esta portada, cuya traza se atribuye a Hernán Ruiz II, ofrece un ingreso en arco de medio punto decorado con grutescos y con medallones con bustos en las enjutas. El vano de ingreso se flanquea por pares de columnas sobre las que hay pequeños frontones con las representaciones de San Pedro y San Pablo. Se corona el conjunto por un gran arco, a modo de venera, en cuyo centro se encuentra la representación escultórica del titular del templo.